# 朝夏まなと
朝夏 まなと（あさか まなと、1984年9月15日 - ）は、日本の女優。元宝塚歌劇団宙組トップスター。
佐賀県佐賀市、佐賀大学文化教育学部附属中学校出身。身長172cm。血液型A型。愛称は「まぁ」、「まなと」。
所属事務所は東宝芸能。

## 来歴
2000年、宝塚音楽学校入学。
2002年、宝塚歌劇団に88期生として入団。入団時の成績は10番。星組公演「プラハの春／LUCKY STAR!」で初舞台。その後、花組に配属。
抜群のスタイルと表現力豊かなダンスで頭角を現し、2005年の「マラケシュ・紅の墓標」で新人公演初主演。その後も4度に渡って新人公演主演を務める。
2008年のバウ・ワークショップ「蒼いくちづけ」で、バウホール公演初主演。
2010年の「BUND／NEON 上海」でバウホール公演単独初主演。同年の「CODE HERO」（バウホール・日本青年館公演）で、東上公演初主演。
2012年6月1日付で宙組へと組替え。宙組異動後は、新トップ・凰稀かなめに次ぐ2番手とは明確にならない雌伏の時期が続く。
2013年の「風と共に去りぬ」で、ヒロインのスカーレットを役替わりで演じる。
2014年の「翼ある人びと」（ドラマシティ・日本青年館公演）で、2度目の東上公演主演。同年の「ベルサイユのばら」で全国ツアー公演初主演。続く凰稀かなめ退団公演となるショー「PHOENIX 宝塚!!」で、最初で最後となる2番手羽根を背負い、翌年2月16日付で宙組7代目トップスターに就任。相手役には前任より引き続き実咲凜音を迎え、同年の「王家に捧ぐ歌」で新トップコンビ大劇場お披露目。実咲とは共に花組出身のトップコンビとなった。
2017年に実咲が退団後は相手役が不在となるが、同年11月19日、「神々の土地／クラシカル ビジュー」東京公演千秋楽をもって、宝塚歌劇団を退団。
退団後は東宝芸能所属となり、ミュージカルを中心に活動を続けている。
2020年、第45回菊田一夫演劇賞の演劇賞を受賞。

## エピソード
元AKB48の渡辺麻友は、朝夏のファンであることを公言している。

## 宝塚歌劇団時代の主な舞台

### 初舞台
- 2002年4 - 5月、星組『プラハの春』『LUCKY STAR!』（宝塚大劇場のみ）[11]

### 花組時代
- 2002年8月、『あかねさす紫の花』『Cocktail』（博多座）
- 2002年10 - 2003年2月、『エリザベート』 - 新人公演：黒天使（本役：桐生園加）
- 2003年3月、『おーい春風さん』 - 船頭栄作『恋天狗』 - 村人（バウホール）
- 2003年5 - 9月、『野風の笛』『レヴュー誕生』
- 2003年10月、『二都物語』（バウホール・日本青年館）
- 2004年1 - 5月、『天使の季節』 - 大使、新人公演：士官（本役：華形ひかる）『アプローズ・タカラヅカ!』
- 2004年5 - 6月、『ジャワの踊り子』（全国ツアー） - 警官
- 2004年8 - 11月、『La Esperanza（ラ・エスペランサ）』 - 新人公演：チーフ（大伴れいか）『TAKARAZUKA舞夢!』
- 2005年1 - 2月、『くらわんか』（バウホール） - 徳兵衛[注釈 1]／貧乏神[注釈 2]
- 2005年3 - 7月、『マラケシュ・紅の墓標』 - ニコラ、新人公演：リュドヴィーク・アドラー（本役：春野寿美礼）『エンター・ザ・レビュー』 新人公演初主演[9][2][8][14][10][11][4]
- 2005年8月、『マラケシュ・紅の墓標』 - アンリ『エンター・ザ・レビュー』（博多座）
- 2005年11 - 2006年2月、『落陽のパレルモ』 - 新人公演：ヴィットリオ・ファブリッツィオ・ロッシ・ディ・カヴァーレ（本役：彩吹真央）『ASIAN WINDS!』
- 2006年3 - 4月、『スカウト』（バウホール） - キンケード
- 2006年6 - 10月、『ファントム』 - 従者、新人公演：フィリップ・ドゥ・シャンドン伯爵（本役：真飛聖）
- 2006年11 - 12月、『MIND TRAVELLER-記憶の旅人-』（ドラマシティ・日本青年館） - ルーク・ベネット
- 2007年2 - 5月、『明智小五郎の事件簿-黒蜥蜴（トカゲ）』 - 書生（杉野）、新人公演：明智小五郎（本役：春野寿美礼）『TUXEDO JAZZ（タキシード ジャズ）』 新人公演主演[19][2][14][10]
- 2007年7月、『源氏物語 あさきゆめみしII』（梅田芸術劇場） - 三位の少将
- 2007年9 - 12月、『アデュー・マルセイユ』 - ミシェル、新人公演：ジェラール・クレマン（本役：春野寿美礼）『ラブ・シンフォニー』 新人公演主演[19][2][14][10]
- 2008年3月、『蒼いくちづけ』（バウホール） - ドラキュラ伯爵 バウWS主演[12][2][14][10][4]
- 2008年5 - 8月、『愛と死のアラビア』 - アリ・ジム、新人公演：トマス・キース（本役：真飛聖）『Red Hot Sea』 新人公演主演[19][2][14][10][4]
- 2008年9 - 10月、『外伝 ベルサイユのばら-アラン編-』 - ジェロール・ロセロワ『エンター・ザ・レビュー』（全国ツアー）
- 2009年1 - 3月、『太王四神記』 - チュムチ、新人公演：プルキル（本役：壮一帆）[10]
- 2009年5月、『哀しみのコルドバ』 - バシリオ『Red Hot Sea II』（全国ツアー）
- 2009年7月、『ME AND MY GIRL』（梅田芸術劇場） - ジャクリーン・カーストン（ジャッキー）[注釈 3]／ジェラルド・ボリングボーク[注釈 4]
- 2009年9 - 11月、『外伝 ベルサイユのばら-アンドレ編-』 - シャロン『EXCITER!!』
- 2010年1月、『BUND／NEON 上海』（バウホール） - クリストファー・ブレナン バウ主演[13][2][8][14][14][11][4]
- 2010年3 - 5月、『虞美人』 - 子期
- 2010年7 - 10月、『麗しのサブリナ』 - ケビン『EXCITER!!』
- 2010年11 - 12月、『CODE HERO／コード・ヒーロー』（バウホール・日本青年館） - ジャスティン・ブルース 東上初主演[13][2][14][4]
- 2011年2 - 4月、『愛のプレリュード』 - デューイ・スタイン『Le Paradis!!（ル パラディ）』
- 2011年6 - 9月、『ファントム』 - 若かりし頃のキャリエール／セルジョ[注釈 5]／フィリップ・ドゥ・シャンドン伯爵[注釈 4][14]
- 2011年10 - 11月、『カナリア』（ドラマシティ・日本青年館） - ヴァンサン
- 2012年1 - 3月、『復活-恋が終わり、愛が残った-』 - セレーニン『カノン』[14]
- 2012年4 - 5月、『長い春の果てに』 - アルノー『カノン』（全国ツアー）

### 宙組時代
- 2012年8 - 11月、『銀河英雄伝説@TAKARAZUKA』 - ジークフリード・キルヒアイス[14]
- 2013年1月、『銀河英雄伝説@TAKARAZUKA』（博多座） - ジークフリード・キルヒアイス
- 2013年3 - 6月、『モンテ・クリスト伯』 - フェルナン『Amour de 99!!-99年の愛-』
- 2013年7 - 8月、『うたかたの恋』 - ジャン・サルヴァドル大公『Amour de 99!!-99年の愛-』（全国ツアー）
- 2013年9 - 12月、『風と共に去りぬ』 - スカーレット[注釈 6]／アシュレ[注釈 7] 大劇場ヒロイン[16][3][11]
- 2014年2 - 3月、『翼ある人びと-ブラームスとクララ・シューマン-』（ドラマシティ・日本青年館） - ヨハネス・ブラームス 東上主演[6]
- 2014年5 - 7月、『ベルサイユのばら-オスカル編-』 - アンドレ・グランディエ[注釈 8]／ジェローデル[注釈 6]
- 2014年8 - 9月、『ベルサイユのばら-フェルゼンとマリー・アントワネット編-』（全国ツアー） - ハンス・アクセル・フォン・フェルゼン 全国ツアー初主演[2][11]
- 2014年11 - 2015年2月、『白夜の誓い -グスタフIII世、誇り高き王の戦い-』 - カール・ポンタス・リリホルン『PHOENIX 宝塚!!-蘇る愛-』 Wエトワール[3]

### 宙組トップスター時代
- 2015年3 - 4月、『TOP HAT』（梅田芸術劇場・赤坂ACTシアター） - ジェリー・トラバース トップお披露目公演[11]
- 2015年6 - 8月、『王家に捧ぐ歌』 - ラダメス 大劇場トップお披露目公演[8][11]
- 2015年10 - 11月、『メランコリック・ジゴロ』 - ダニエル『シトラスの風III』（全国ツアー）
- 2016年1 - 3月、『Shakespeare〜空に満つるは、尽きせぬ言の葉〜』 - ウィリアム・シェイクスピア『HOT EYES!!』
- 2016年5月、『王家に捧ぐ歌』（博多座） - ラダメス
- 2016年7 - 10月、『エリザベート-愛と死の輪舞（ロンド）-』 - トート
- 2016年11 - 12月、『バレンシアの熱い花』 - フェルナンド・デルバレス『HOT EYES!!』（全国ツアー）
- 2017年2 - 4月、『王妃の館-Château de la Reine-』 - 北白川右京『VIVA! FESTA!』[17]
- 2017年6月、『A Motion（エース モーション）』（梅田芸術劇場・文京シビックホール）
- 2017年8 - 11月、『神々の土地』 - ドミトリー・パブロヴィチ・ロマノフ『クラシカル ビジュー』 退団公演[8]

### 出演イベント
- 2002年12月、『吉崎憲治オリジナルコンサート』
- 2005年9月、春野寿美礼イン・コンサート『I GOT MUSIC』[20]
- 2005年10月、第46回『宝塚舞踊会』
- 2006年4月、蘭寿とむディナーショー『Sensation!』[21]
- 2007年9月、TCAスペシャル2007『アロー!レビュー!』
- 2008年11月、愛音羽麗ディナーショー『Prism』[22]
- 2008年12月、タカラヅカスペシャル2008『La Festa!』
- 2009年12月、タカラヅカスペシャル2009『WAY TO GLORY』
- 2010年12月、タカラヅカスペシャル2010『FOREVER TAKARAZUKA』
- 2011年3月、真飛聖ディナーショー『For YOU』[23]
- 2011年12月、タカラヅカスペシャル2011『明日に架ける夢』
- 2012年12月、タカラヅカスペシャル2012『ザ・スターズ!〜プレ・プレ・センテニアル〜』
- 2014年4月、宝塚歌劇100周年 夢の祭典『時を奏でるスミレの花たち』
- 2014年12月、タカラヅカスペシャル2014『Thank you for 100 years』
- 2015年5月、『王家に捧ぐ歌』前夜祭
- 2015年9月、第53回『宝塚舞踊会』[24]
- 2015年12月、タカラヅカスペシャル2015『New Century，Next Dream』
- 2016年12月、タカラヅカスペシャル2016『Music Succession to Next』
- 2017年9 - 10月、朝夏まなとディナーショー『LAST EYES!!』 主演[4]

## 宝塚歌劇団退団後の主な活動

### 舞台
- 2018年9 - 11月、『マイ・フェア・レディ』（東急シアターオーブ・久留米シティプラザ・上野学園ホール・梅田芸術劇場・日本特殊陶業市民会館・iichikoグランシアタ） - イライザ[注釈 9][25]
- 2018年12 - 2019年1月、『オン・ユア・フィート!』（シアタークリエ・博多座・アイリス・梅田芸術劇場） - グロリア・エステファン[26]
- 2019年4 - 5月、『笑う男 The Eternal Love-永遠の愛-』（日生劇場・御園座・新川文化ホール・梅田芸術劇場・北九州ソレイユホール） - ジョシアナ公爵[27]
- 2019年9 - 10月、『LITTLE WOMEN-若草物語-』（シアタークリエ・日本特殊陶業市民会館・福岡市民会館） - ジョー[8]
- 2019年11 - 2020年2月、『天使にラブ・ソングを〜シスター・アクト〜』（東急シアターオーブ・オーバード・ホール・静岡市清水文化会館・梅田芸術劇場・愛知県芸術劇場・博多座・まつもと市民芸術館） - デロリス・ヴァン・カルティエ[注釈 10][28]
- 2020年10 - 2021年1月、『ローマの休日』（帝国劇場・御園座・博多座） - アン王女[注釈 11][29]
- 2021年3 - 4月、『BARNUM』（プレイハウス・兵庫県立芸術文化センター・相模女子大学グリーンホール） - チャイリー・バーナム[30]
- 2021年4 - 5月、『エリザベート TAKARAZUKA25周年スペシャル・ガラ・コンサート』（梅田芸術劇場・東急シアターオーブ） - トート[31]
- 2021年5月、『メリリー・ウィー・ロール・アロング』（新国立劇場） - ガッシー[32]
- 2021年8 - 9月、『王家の紋章』（帝国劇場・博多座） - アイシス[注釈 12][33]
- 2021年11 - 2022年1月、『マイ・フェア・レディ』（帝国劇場・全国） - イライザ[注釈 9][34]
- 2022年4 - 5月、『こどもの一生』（プレイハウス・WWホール・静岡市清水文化会館）[35]
- 2022年9月、『モダン・ミリー』（シアタークリエ） - ミリー・ディルモント[36]
- 2022年11 - 2023年1月、『天使にラブ・ソングを〜シスター・アクト〜』（東急シアターオーブ・全国） - デロリス・ヴァン・カルティエ[注釈 10][37]
- 2023年3 - 5月、『SPY×FAMILY』（帝国劇場・兵庫県立芸術文化センター・博多座） - シルヴィア・シャーウッド[38]
- 2023年8 - 9月、『SHINE SHOW!』（シアタークリエ） - 鈴本真紀[39]
- 2023年11月、『天使にラブ・ソングを〜シスター・アクト〜』（東急シアターオーブ・全国） - デロリス・ヴァン・カルティエ[注釈 10][40]
- 2024年7 - 8月、『モダン・ミリー』（シアタークリエ・新歌舞伎座・ビレッジホール・博多座・昭和女子大学人見記念講堂） - ミリー・ディルモント[41]
- 2024年11 - 12月、『ロボット』（シアタートラム・兵庫県立芸術文化センター） - ヘレナ[42]
- 2025年1月、『ラヴ・レターズ〜2025 New Year Special〜』（水戸芸術館 ACM劇場・PARCO劇場） - メリッサ[43]
- 2025年4 - 5月、『フランケンシュタイン』（東京建物 Brillia HALL・愛知県芸術劇場・水戸市民会館・神戸国際会館） - エレン／エヴァ[44]
- 2025年9 - 12月、『SPY×FAMILY』（ウェスタ川越・日生劇場・梅田芸術劇場・博多座・やまぎん県民ホール・静岡市清水文化会館・御園座） - シルヴィア・シャーウッド[45]
- 2026年3 - 6月、『メリー・ポピンズ』（東急シアターオーブ・梅田芸術劇場）- メリー・ポピンズ [注釈 13][46]

### ドラマ
- 2018年6 - 7月、WOWOW『不発弾〜ブラックマネーを操る男〜』 - 岡田加津美[47]
- 2023年9月、テレビ朝日『科捜研の女 season23』第5話 - 菅原香奈枝[48]
- 2024年3月、フジテレビ『生ドラ!東京は24時 -Starting Over-』（2024年3月27日） - AYAKO
- 2024年5月、TBS『アンチヒーロー』第4話・第8話・第9話 - 仁科[49][50]

### ラジオドラマ
- 青春アドベンチャー（NHK-FM）
  - 2018年8 - 9月、『暁のハルモニア』（全10回） - アマーリエ[51]
  - 2020年7 - 8月、『悠久のアンダルス』（全10回） - ラシーダ[52]
  - 2022年8 - 9月、『軽業師タチアナと大帝の娘』（全15回） - タチアナ[53]
- 2025年9月、FMシアター『月につれてって』（NHK-FM） - 美音[54]

### ライブ・コンサート
- 2018年4月『MANA-ism』（日本青年館ホール・サンケイホールブリーゼ）[55]
- 2019年6月、『MANA-HOLIC ～Asaka Manato Concert 2nd～』（ヒューリックホール東京）[56]
- 2022年6 - 7月、『THE Roots 2022～Kazuki Kato×Manato Asaka～』（住友生命いずみホール・紀尾井ホール）[57]
- 2023年9月、加藤和樹×朝夏まなと『THE Roots Returns-Thank you-』（第一生命ホール）[58]
- 2023年10月、朝夏まなと20th+1st Anniversary Concert『MANA-TRIP』（東京国際フォーラム）[59]
- 2024年5月、MANATO ASAKA CONCERT『MANA-TRIP』（東京建物 Brillia HALL）[60]
- 2025年2月、CONCERT『THE BEST New HISTORY COMING』（帝国劇場）[61][62]
- 2025年11 - 12月、『Yuichiro & Friends 2』（シアタークリエ）[63][64]

### イベント
- 2018年11月、1stフォトブック『welina』（東京ニュース通信社）[65]

## TV出演
- 2012年10月、日本テレビ『嵐にしやがれ』[66]

## 受賞歴
- 2008年、『宝塚歌劇団年度賞』 - 2007年度新人賞[67]
- 2014年、『宝塚歌劇団年度賞』 - 2013年度努力賞[68]
- 2017年、『宝塚歌劇団年度賞』 - 2016年度優秀賞[69]
- 2020年、第45回『菊田一夫演劇賞』 - 演劇賞[2][18]